# Meio de Cary Blair
O  Meio de Cary Blair é um meio de cultura de transporte utilizado para conservação de fezes e os microorganismos contidos nesta. Este meio foi desenvolvido a partir do meio de Stuart. Possui coloração branca opalescente que não evidencia crescimento de bactérias por ser apenas um meio de transporte.